# Altötting
Altötting (nemško Altötting, bavarsko  Oidäding) je mesto na Bavarskem in glavno mesto okraja Altötting. Mesto je že 500 let cilj verskih romanj katoličanov v čast Mariji. Med romarji sta bila tudi papeža Papež Janez Pavel II. leta 1980, in Benedikt XVI. leta 2006. 

## Zgodovina
V karolinškem obdobju je bila v mestu kraljeva palača. V bližini mesta je kralj Karlman Bavarski  leta 876 postavil benediktinski samostan z Werinolfom kot prvim opatom in opatijsko cerkev v čast apostolu sv. Filipa. Leta 907 je kralj Ludvik Otrok dal opatijo in commendam passauskemu škofu Burchardu (903-915), ki je bil verjetno tudi drugi in zadnji opat samostana. Leta 910 so cerkev in opatijo izropali in požgali Madžari.
Leta 1228 je vojvoda Ludvik I. Bavarski obnovil uničene zgradbe in jih, potem ko so bile posvečene, predal v oskrbo dvanajstim redovnim kanonikom pod vodstvom prošta. Kanoniki so ostali do sekularizacije bavarskih samostanov leta 1803.

## Mestni znamenitosti
Svetišče Naše gospe Altöttinške, znano tudi kot Kapela milosti (nemško Gnadenkapelle) je bavarsko nacionalno svetišče, posvečeno Materi Božji. Imenujejo ga tudi Nemški Lurd. Osmerokotna kapela s podobo Naše gospe je bila zgrajena okoli leta 660 in je najstarejše marijansko svetišče v Nemčiji.
Kolegijska cerkev sv. Filipa in Jakoba (nemško Stiftspfarrkirche St. Philipp und Jakob) je bila zgrajena okoli leta 1228.

## Pobratena mesta
Altötting je pobraten z naslednjimi mesti:
- Loreto, Marche. Italija
- Mariazell, Avstrija
- Ourém, Portugalska